# فولر ایکرز (کالیفرنیا)
فولر ایکرز (به انگلیسی: Fuller Acres) یک منطقهٔ مسکونی در ایالات متحده آمریکا است که در شهرستان کرن، کالیفرنیا واقع شده‌است. فولر ایکرز ۱٫۹۵۳ کیلومتر مربع مساحت و ۹۹۱ نفر جمعیت دارد و ۱۲۸ متر بالاتر از سطح دریا واقع شده‌است.